# Dyson
Dyson ist ein weltweit tätiges Technologieunternehmen. Es hat seinen Hauptsitz seit 2019 in Singapur; davor war er in Malmesbury, Vereinigtes Königreich.
Die Hauptprodukte sind Staubsauger, die auf dem Prinzip eines Fliehkraftabscheiders basieren. Das Unternehmen wurde 1991 von James Dyson gegründet und beschäftigte 2018 mehr als 12.000 Mitarbeiter in über 60 Ländern. Dyson produziert neben Staubsaugern auch Haartrockner, Luftbefeuchter, Händetrockner und Ventilatoren. Im Geschäftsjahr 2018 erzielte Dyson einen Umsatz von ca. 4,4 Mrd. brit. Pfund (ca. 5 Mrd. Euro).
Bis 2011 hatte Dyson weltweit mehr als 35 Millionen Staubsauger verkauft. 2007 war das Unternehmen mit einem Marktanteil von 17,5 Prozent die Nummer drei auf dem deutschen Staubsaugermarkt.

## Unternehmen

### Entstehung
1980 meldete der Brite James Dyson sein erstes Patent an. Nach Entwicklung von 5127 Prototypen baute er 1983 das erste beutellose Staubsaugermodell mit dem Namen G-Force. Es erschien noch im selben Jahr auf der Titelseite des Design Magazine. 1991 wurde der G-Force in Japan mit dem International Design Fair Prize ausgezeichnet. In der Folge galt er als Statussymbol und eine japanische Firma vertrieb das Modell für 2000 US-Dollar. Mit Hilfe der Lizenzeinnahmen gründete Dyson im Juni 1993 das Unternehmen Dyson mit Entwicklungsabteilung und Produktion in Malmesbury.

### Entwicklung
1993 produzierte Dyson die erste Produktversion des DC01, eines Staubsaugers, der die „Dual-Zyklon-Technologie“ nutzte. Er kostete rund 200 Britische Pfund und entwickelte sich innerhalb von 18 Monaten zum meistverkauften Staubsauger Großbritanniens. In den Folgejahren meldete Dyson weitere Neuentwicklungen zum Patent an, darunter den Händetrockner Airblade und den Ventilator Air Multiplier.

### Standorte

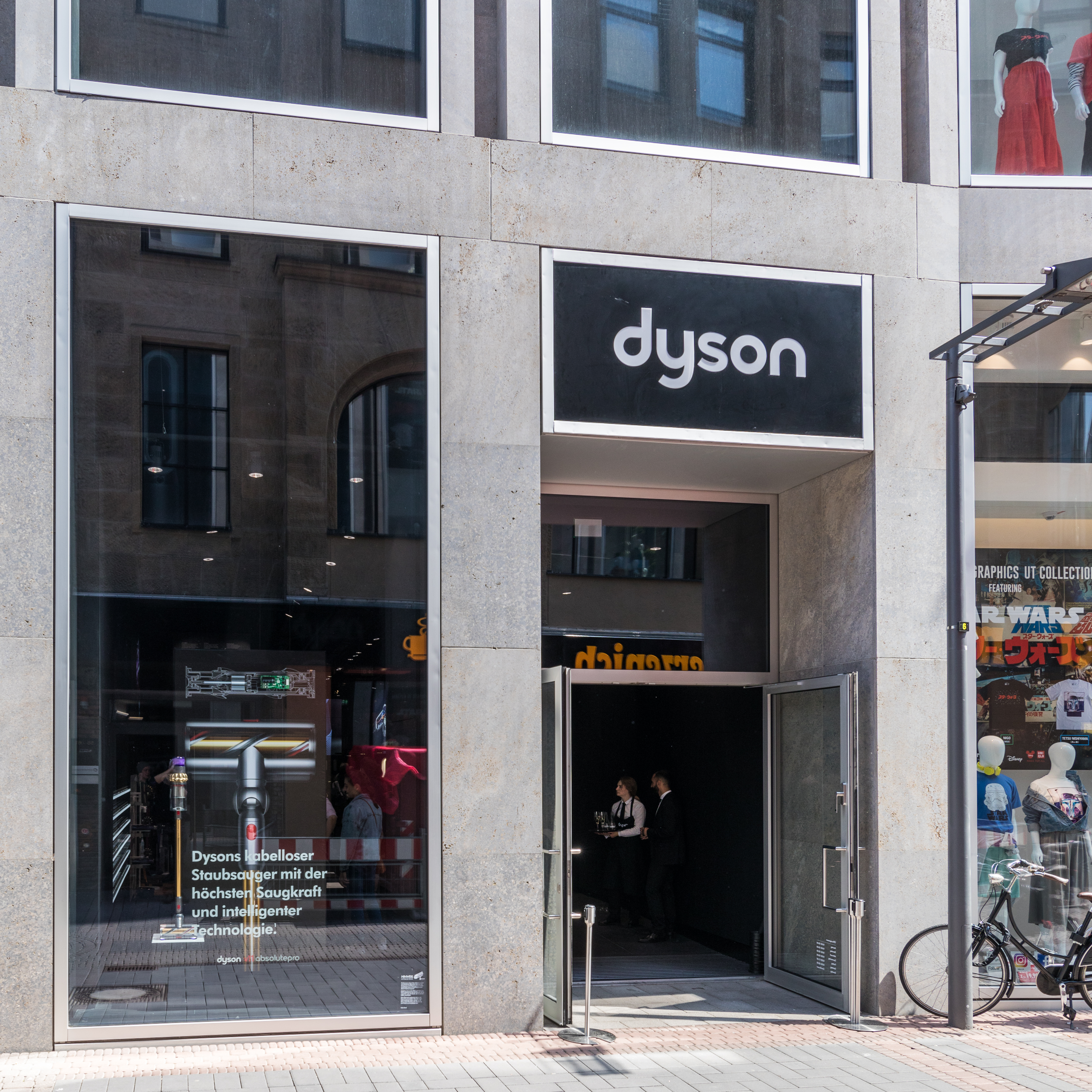
Ladengeschäft von Dyson auf der Hohe Straße in Köln. Eröffnet am 18. Mai 2019

Dyson hat seinen Hauptsitz in Malmesbury (Großbritannien). Von dort werden die Verwaltung und Entwicklung des Unternehmens gesteuert. Mehr als 500 Mitarbeiter sind in Malmesbury in der Abteilung Research, Design & Development (RDD) tätig. Die Fertigung wurde 2002, vor allem um Lohnkosten einzusparen, nach Malaysia verlagert. Verwaltung und Entwicklung blieben am alten Standort. CEO Jim Rowan kündigte im Januar 2019 an, den Hauptsitz des Unternehmens nach Singapur zu verlagern. Begründet wurde dieser Schritt mit der zunehmenden Bedeutung Asiens für das Unternehmen.
Der deutsche Sitz des Unternehmens ist in Köln.

### Pro-Brexit Engagement und scharfe antieuropäische sowie antideutsche Wirtschaftspositionen
Dyson, vor allem vertreten durch den Inhaber James Dyson, setzt sich öffentlich massiv für einen „Hard Brexit“ und ein Ausscheiden des Vereinigten Königreichs ohne Vertrag aus der EU ein. Zudem kritisiert Dyson regelmäßig in der englischen Boulevardpresse in schrillen Tönen insbesondere die deutsche Wirtschaft:
So beispielsweise im Daily Express:
„Wie ich in 24 Jahren in europäischen Komitees mit Dyson herausgefunden habe, kann man mit dem Pack nicht verhandeln. Keine nicht-deutsche Firma gewinnt jemals irgendetwas, und niemand ist jemals in der Lage gewesen, Empfehlungen des deutschen Kartells zu blockieren. Niemals.
Sie erwürgen Innovation, die EU. Und der europäische Gerichtshof, ehrlich, ist betrügerisch.“
James Dyson im Daily Express, 18. November 2017
“You can’t negotiate with that lot, as I’ve found out from 24 years of sitting on European committees with Dyson. No non-German company has ever won anything, and nobody has ever been able to block any suggestion from the German cartel. Never. They stifle innovation, the EU. And the European Court of Justice, well, that’s frankly crooked.”

### Forschung und Innovationen
Fast jeder dritte Dyson-Mitarbeiter arbeitet in der Abteilung Research, Design & Development (RDD). Dyson hält mehr als 3.000 Patente für über 500 Erfindungen.

## Hausgeräte

### Staubsauger

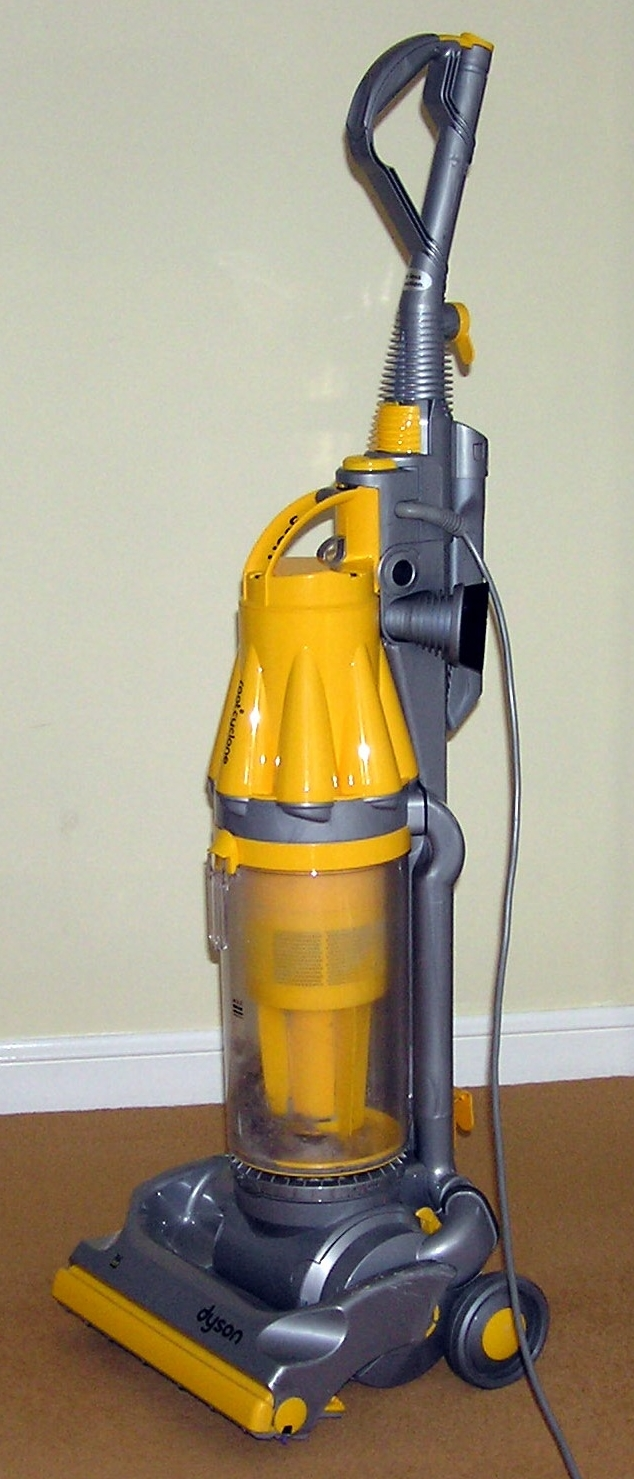
Ein älteres Modell (DC07) des Dyson-Staubsaugers (Oktober 2004)

Ende der 1970er Jahre beobachtete Dyson, dass die damals erhältlichen Staubsaugermodelle verstopften und zunehmend an Saugkraft verloren. In einer Sägemühle sah er einen Fliehkraftabscheider und machte sich dieses Prinzip für die Entwicklung neuartiger Staubsauger zunutze. Dabei wird die Luft in eine Drehbewegung mit hoher Geschwindigkeit versetzt. Die Schmutzpartikel, die sich durch Zentrifugalkraft nach außen bewegen, werden in einem separaten Behälter aufgefangen. Dadurch brauchen die Dyson-Modelle keine Beutel und können somit auch nicht verstopfen.
Auf dieser Basis entwickelte Dyson die Dual-Zyklon-Technologie – engl. Falls Cyclone (DC). Die Staubsauger haben nun zwei Zyklonkammern. Der äußere Zyklon wirbelt groben Schmutz aus der Luft und der innere Zyklon beschleunigt die Luft noch stärker, damit auch feinere Staubpartikel aus der Luft geschleudert werden. Jedoch entfernt diese Technik keinen Feinstaub aus der Luft.

### Händetrockner

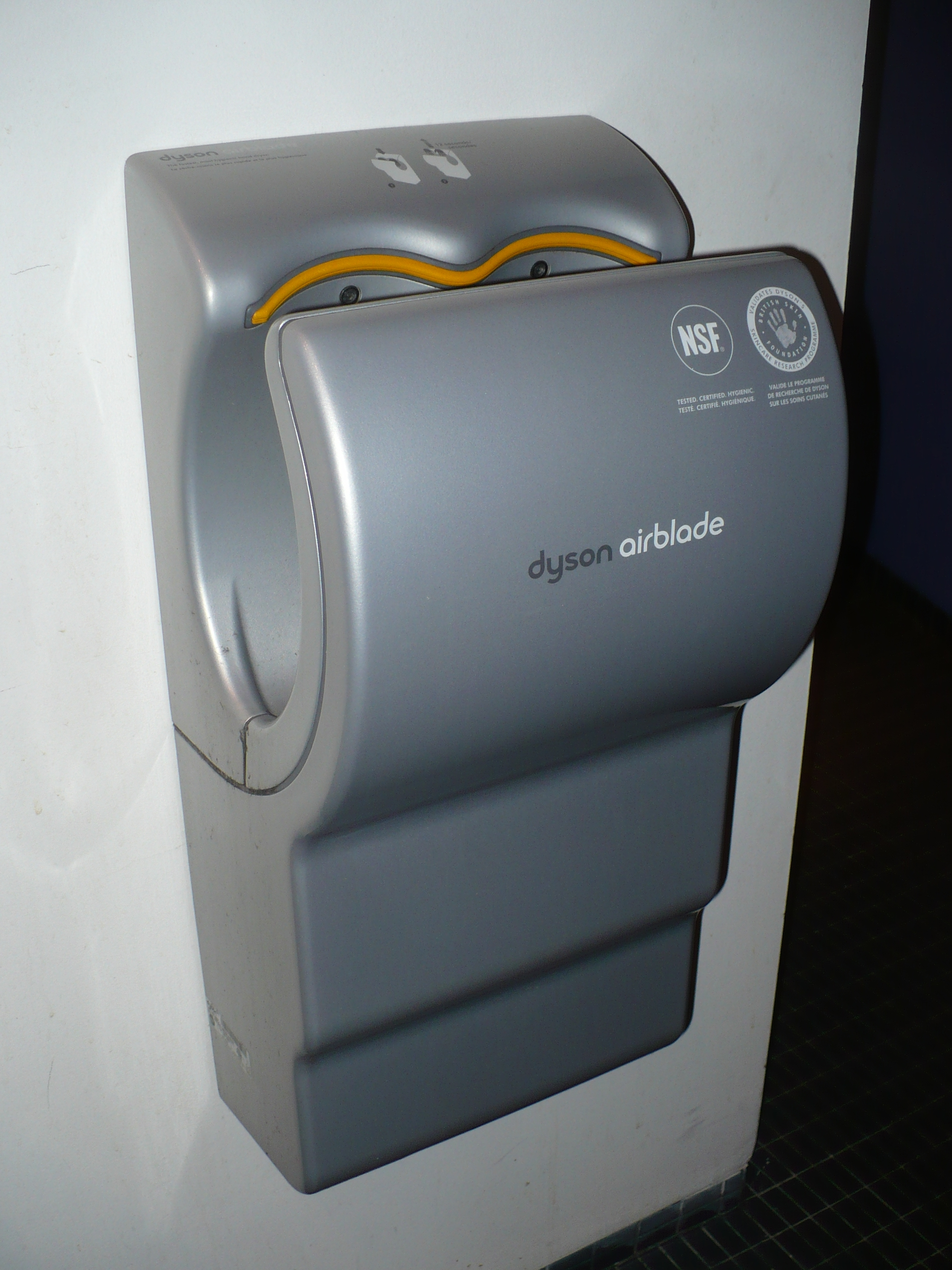
Dyson Airblade

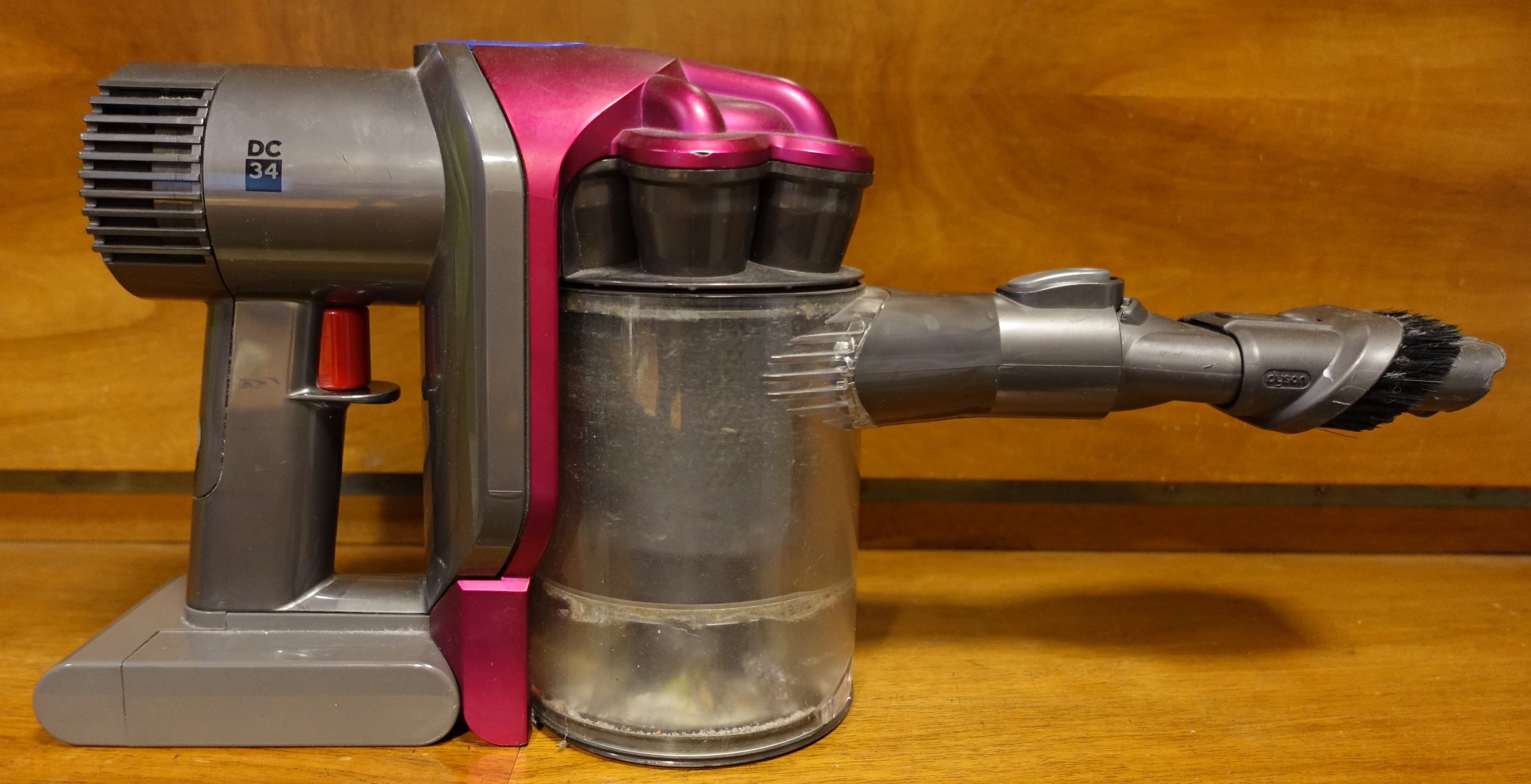
DYSON DC34 Handstaubsauger von 2009

Dyson tangle free turbine

Dyson entwickelte einen Händetrockner, der 2006 unter dem Namen Airblade auf den Markt kam. Dieser Trockner zeichnet sich dadurch aus, dass er keine warme Luft verströmt, sondern gereinigte umgebungswarme Luft durch zwei feine Luftschlitze presst. Man hält wenige Sekunden lang beide Hände nach unten in das seitlich offene an der Wand montierte Gerät und zieht die Hände nach oben heraus. Wasserreste an den Händen werden dabei durch den harten Luftstrom abgeblasen. Der Vorgang dauert nur wenige Sekunden. Dyson wirbt bei dem Gerät mit einer hohen Energieersparnis im Vergleich zu konventionellen Warmluft-Händetrocknern, da die elektrische Erwärmung des Luftstroms entfällt. Der Airblade wird mit einem digitalen Reluktanzmotor betrieben, der im Vergleich zu gewöhnlichen Warmluft-Händetrocknern bis zu 80 Prozent weniger Energie verbrauche. Die Motorleistung liege bei 1600 Watt, der Verbrauch im Standby-Modus bei weniger als einem Watt.

### Hygiene
Eine HEPA-Filtrierung des Airblade soll nach Darstellung von Dyson mehr als 99,9 Prozent der Bakterien aus der Luft entfernen, bevor diese auf die Hände trifft. Das britische Royal Institute of Public Health bezeichnete demnach den Dyson Airblade Händetrockner deshalb als Fortschritt. Neuere Untersuchungen kommen zu gegensätzlichen Ergebnissen: demnach beträgt die Keimzahl in der Umgebungsluft eines jet-air-Trockners das 4,7-Fache der eines konventionellen Wärmetrockners und das 27-Fache der beim Gebrauch von Papierhandtüchern.

### Ventilatoren

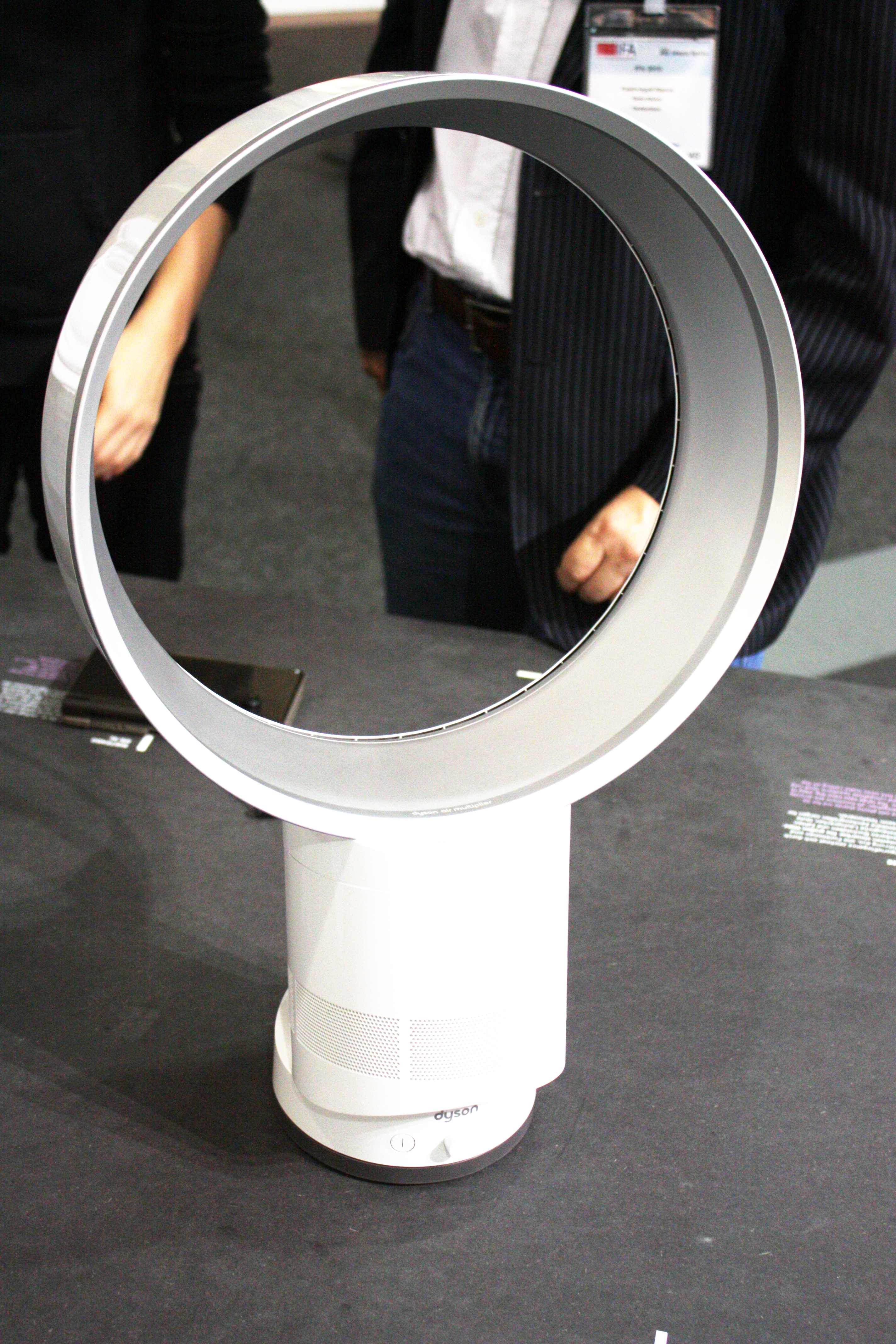
Tischventilator „Dyson Cool“

Im Herbst 2009 kam der Tischventilator Dyson Cool auf den Markt. Markant an seinem Design ist, dass er anstelle der üblichen rotierenden Ventilator-Luftschraube nur einen Ring mit etwa 300 mm Durchmesser zeigt. Im zylindrischen Ständer ist ein hörbar hochdrehendes Gebläse und ein Mechanismus für pendelndes Schwenken, gegenüber dem Standfuß, eingebaut. Durch einen Lochgrill im Ständer strömt Luft ein, die vom Gebläse gefördert durch einen nur etwa 3 mm weiten Ringspalt entlang des Ringinnendurchmessers mit relativ hoher Geschwindigkeit wieder ins Freie austritt. Genauer betrachtet bildet der Ring ein kurzes, sich leicht konisch aufweitendes Strömungsrohr. Nahe dem Rohranfang strömt die Luft mit hoher Geschwindigkeit aus dem Spalt tangential zur inneren Rohrwand aus und nimmt durch Viskosität und Verwirbelung weitere Luftschichten mit. Im Endeffekt bildet sich in der Verlängerung des Rohrs die gewünschte gleichmäßig mit geringer Geschwindigkeit blasende Luftströmung aus. Dyson nennt diese Technik Air Multiplier (AM).
Wie auch bei herkömmlichen Ventilatoren wird ab dem Rohrende zusätzlich Luft auch von radial außerhalb des Rohrs (des Rings) als Nebenstrom mitgenommen.
Der Ventilator ohne sichtbare Luftschraube ist lauter als ein vergleichbarer konventioneller Ventilator. Durch den tief im Ständer liegenden Elektromotor liegt sein Schwerpunkt niedrig.
Mit dem „AM04“ und „AM06“ existieren Nachfolgermodelle des Air Multipliers.
Aktuell werden Turmventilatoren mit hochovalem Ring (Breite × Höhe außen etwa 20 cm × 80 cm) zum Aufstellen am Boden angeboten. Im Ständer sind mitunter Luftfilter und Luftbefeuchtung integriert. AM07, Pure Cool TP04 und TP00, Purifier Cool und der Tischventilator AM10 (Ring etwa 22 cm × 33 cm) werden in einem Testbericht 2024 verglichen.
Der etwa 50 cm hohe und im Winkel von 50° Elevation schräg nach oben blasende „Luftreiniger“ BP01 Pure Cool mit „core flow technology“ kann auf den Boden oder Tisch gestellt werden. Sein zylindrischer Fuß hat 20 cm Durchmesser und 22 cm Höhe. Darauf sitzt eine Kugel mit 25 cm Durchmesser, schräg (vorne/oben) abgeschnitten auf 19 cm Höhe. Das Gerät ist mit 220 V 40 W beschriftet, das Kabel vom Netzteil wird an der Hinterseite des Fußes eingesteckt, wo ein Ein-/Aus-Taster liegt. Vorne kann die Fernbedienung magnetisch gehaltert werden und es werden 10 Leistungsstufen per LCD angezeigt. Der kugelige Kopf kann oszillierend über einen Bereich von etwa 110° schwenken.

### Heizlüfter
2011 folgte ein Heizlüfter, dieser kann wie der Dyson Cool kalte Luft, zusätzlich aber auch warme Luft blasen.

### Luftbefeuchter
2015 stellte Dyson einen Luftbefeuchter vor. Dieser soll durch eine UV-Lampe 99,9 Prozent aller Bakterien abtöten.

### Haarpflege
Seit 2016 gibt es den Haartrockner von Dyson, der analog zu den Ventilatoren mit einer Düse arbeitet. Als ergänzende Haarpflegeprodukte bietet das Unternehmen Haarglätter an, die statt mit Wärmeplatten ausschließlich mit Luftströmung arbeiten, und ein Styling-Gerät, bei dem der Coandă-Effekt genutzt wird.

## Elektroauto – abgesagt
Im September 2017 erklärte Dyson, im Jahr 2020 Elektroautos auf den Markt bringen zu wollen. Dazu waren Investitionen von rund 2,5 Milliarden Pfund vorgesehen. Im Oktober 2018 wurde dann bekanntgegeben, das Fahrzeug soll in Singapur produziert werden. Ein Jahr später jedoch, im Oktober 2019, gab Dyson die Pläne zur Entwicklung des Elektroautos auf.

## Auszeichnungen
- iF Product Design Award (2014, 2013, 2010, 2009, 2007, 2005, 2004, 2002)
- Catering Star Award (2009)
- PLUS X Award (2009, 2008, 2005, 2004)
- Red Dot product design award (2016, 2015, 2012, 2011, 2009, 2007, 2002)
- Internationaler Designpreis Baden-Württemberg (2009, 1999)
- Gastro-Innovations-Preis, Intergastra (2008)
- James Dyson Lifetime Achievement Award, PLUS X Panel (2007)
- Time’s 2023 Best Invention Award (2023)

Dyson-Produkte sind weltweit in Museen ausgestellt. Dazu gehören zum Beispiel das Museum für Angewandte Kunst in Köln, die Neue Sammlung Pinakothek der Moderne in München, das Metropolitan Museum of Art in New York, das Victoria & Albert Museum in London, das San Francisco Museum of Modern Art, das Zürich Design Museum, das Design Museum in Lissabon und das Powerhouse Museum, Sydney.

## Award, Foundation nach James Dyson
Um die Forschung und das Innovationspotenzial zu fördern, engagiert sich James Dyson in der Nachwuchsförderung. Die James Dyson Foundation, James Dysons Stiftung für gemeinnützige Zwecke, verleiht den James Dyson Award, dotiert mit 10.000 £. Dieser ist eine Auszeichnung für Nachwuchsingenieure und -produktdesigner und findet seit 2004 jährlich statt. Die Bewerber sind aufgefordert, Filmmaterial, Bilder und Zeichnungen ihrer Ideen zusammen mit einer persönlichen Schilderung des Design-Prozesses auf der Internetseite einzustellen.
James Dyson: „Junge Designer und Ingenieure stecken voller kreativer Ideen, mit denen sie die Welt verändern möchten. Es ist diese Fähigkeit, anders zu denken, die unser Award feiert. Wir müssen die Produktdesigner und Ingenieure der Zukunft unterstützen und ermutigen.“
Für den James Dyson Award können sich Studenten der Fächer Produktdesign, Industriedesign und Ingenieurwissenschaften beziehungsweise Absolventen dieser Fächer, die ihr Studium vor höchstens vier Jahren abgeschlossen haben, anmelden. Zugelassen sind Bewerber von Universitäten aus folgenden Ländern: Australien, Belgien, Deutschland, Frankreich, Großbritannien, Irland, Italien, Japan, Kanada, Malaysia, Neuseeland, Niederlande, Österreich, Russland, Schweiz, Singapur, Spanien, und USA.